# Тоденка
Тоденка — река в городском округе Серпухов Московской области России, левый приток Оки. Длина около 10 км. Ширина до 4-х метров.
Берёт начало в 2,5 км к западу от деревни Соймоново, течёт на юг почти полностью по территории Приокско-Террасного заповедника. В 4 км от истока реку пересекает шоссе Серпухов — Турово, русло проходит рядом с деревней Родники. Примерно в 1 км от устья в Тоденку впадает левый приток. Устье располагается в 1 км от деревни Республика, на противоположном берегу от восточной окраины Пущина.
В долине реки обитают бобры.